# Escuela de Arte de la Galería Nacional de Victoria
La Escuela de Arte de la Galería Nacional de Victoria (en inglés: National Gallery of Victoria Art School) fue una universidad privada de bellas artes asociada con la Galería Nacional de Victoria, fundada en 1867. Fue el principal centro de formación artística académica en Australia hasta aproximadamente 1910. Entre sus luminarias, la escuela estuvo dirigida por William Dargie en 1946-1953, John Brack de 1962 a 1968 y Lenton Parr desde 1968 hasta su absorción en el recién creado Victorian College of the Arts, la escuela de artes de la Universidad de Melbourne.

## Alumnos, profesores y administradores

### Antiguos alumnos
Los graduados y exalumnos de la Escuela incluyen:
- Ian Armstrong, 1943-1950. Nombrado como Maestro de dibujo 1960-1966.
- Sam Atyeo
- Caroline Barker[4]
- Peter Booth, 1962-65[5]
- Arthur Boyd, circa 1934 (no se graduó)[6]
- Rupert Bunny
- Horace Brodzky[7]
- Norma Bull
- Mary Card, diseñadora de ganchillo
- Donald Cowen
- Aileen Dent
- Moya Dyring, 1929-32
- Florence Fuller, 1883, 1888
- Joy Hester
- Ruth Hollick, 1902-06
- John Howley
- Percy Leason
- Joan Lindsay, 1916-19
- Constance Jenkins Macky
- Eric Spencer Macky
- Norman Macgeorge
- Frederick McCubbin[8]
- Max Meldrum, años 1890[9]
- Alan Moore (artista bélico)[10]
- William Beckwith McInnes
- Albert Ernest Newbury[11]
- Sidney Nolan, 1934, 1936[12]
- Helen Ogilvie
- Margaret Preston
- Clifton Pugh
- Iso Rae
- Hilda Rix, 1902-05[13]
- Tom Roberts
- Clara Southern
- Constance Stokes, 1925-1929
- Arthur Streeton, 1882[14]
- Fred Williams, 1942-49[15]

### Facultad y administradores
- Marc Clark (subdirector de escuela, años 1960)[16]
- Frederick McCubbin (facultad
- William Beckwith McInnes (facultad)